# Залесяни (Підляське воєводство)
Залесяни (пол. Zalesiany) — село в Польщі, у гміні Туроснь-Косьцельна Білостоцького повіту Підляського воєводства.
Населення — 196 осіб (2011).
У 1975-1998 роках село належало до Білостоцького воєводства.

## Демографія
Демографічна структура станом на 31 березня 2011 року:
|          | Загалом | Допрацездатний вік | Працездатний вік | Постпрацездатний вік |
| -------- | ------- | ------------------ | ---------------- | -------------------- |
| Чоловіки | 105     | 19                 | 75               | 11                   |
| Жінки    | 91      | 23                 | 45               | 23                   |
| Разом    | 196     | 42                 | 120              | 34                   |